# Contramedidas de infrarrojos

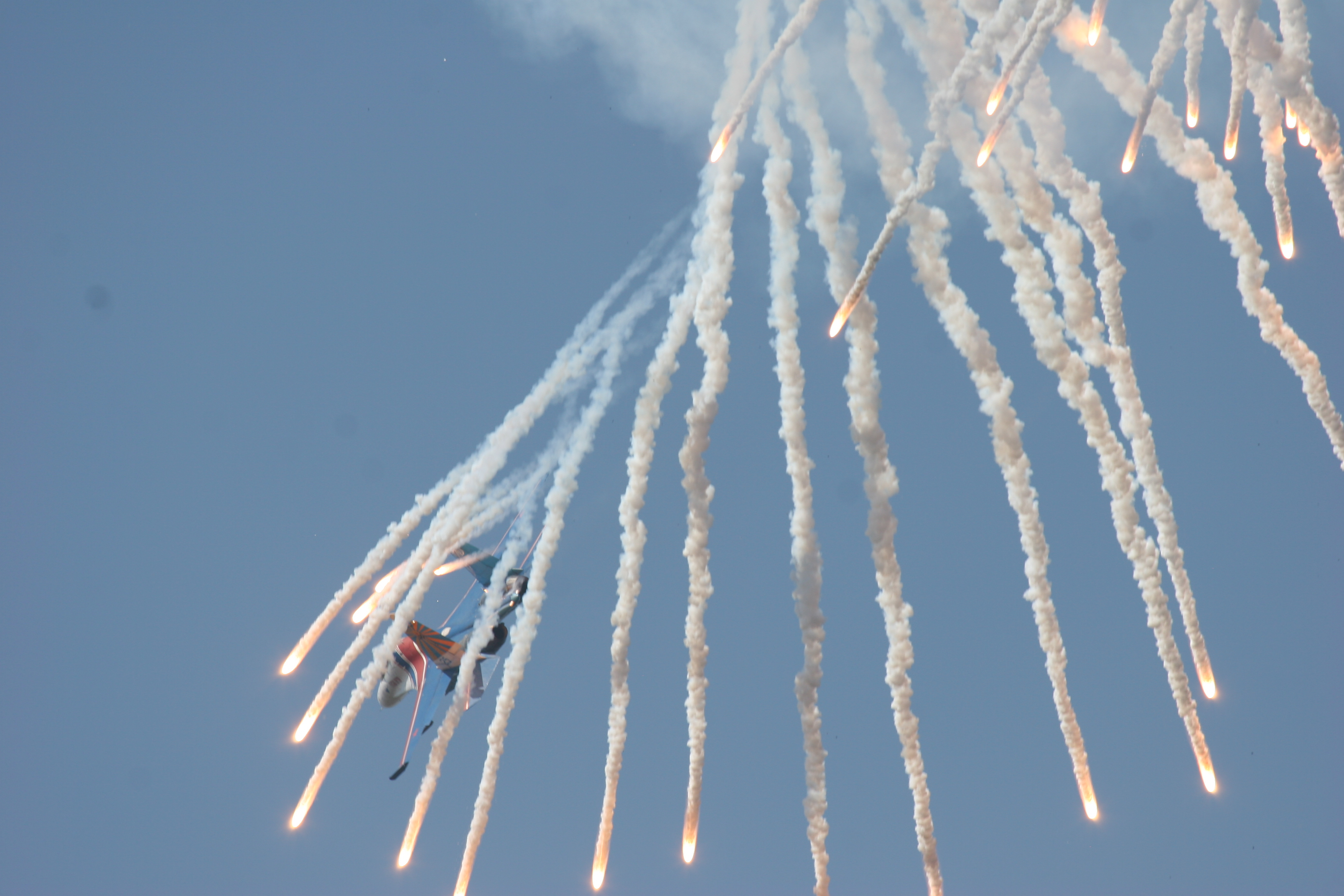
Un caza Sujói Su-27 disparando bengalas como falsos objetivos para engañar a un hipotético misil enemigo.

Las contramedidas de infrarrojos, a veces conocidas por sus siglas en inglés: IRCM (infrared countermeasures), son unos dispositivos diseñados para proteger una aeronave de misiles guiados por infrarrojos (seguimiento de calor) confundiendo el sistema de guiado de los misiles y por tanto haciendo que falle su objetivo.

## Historia

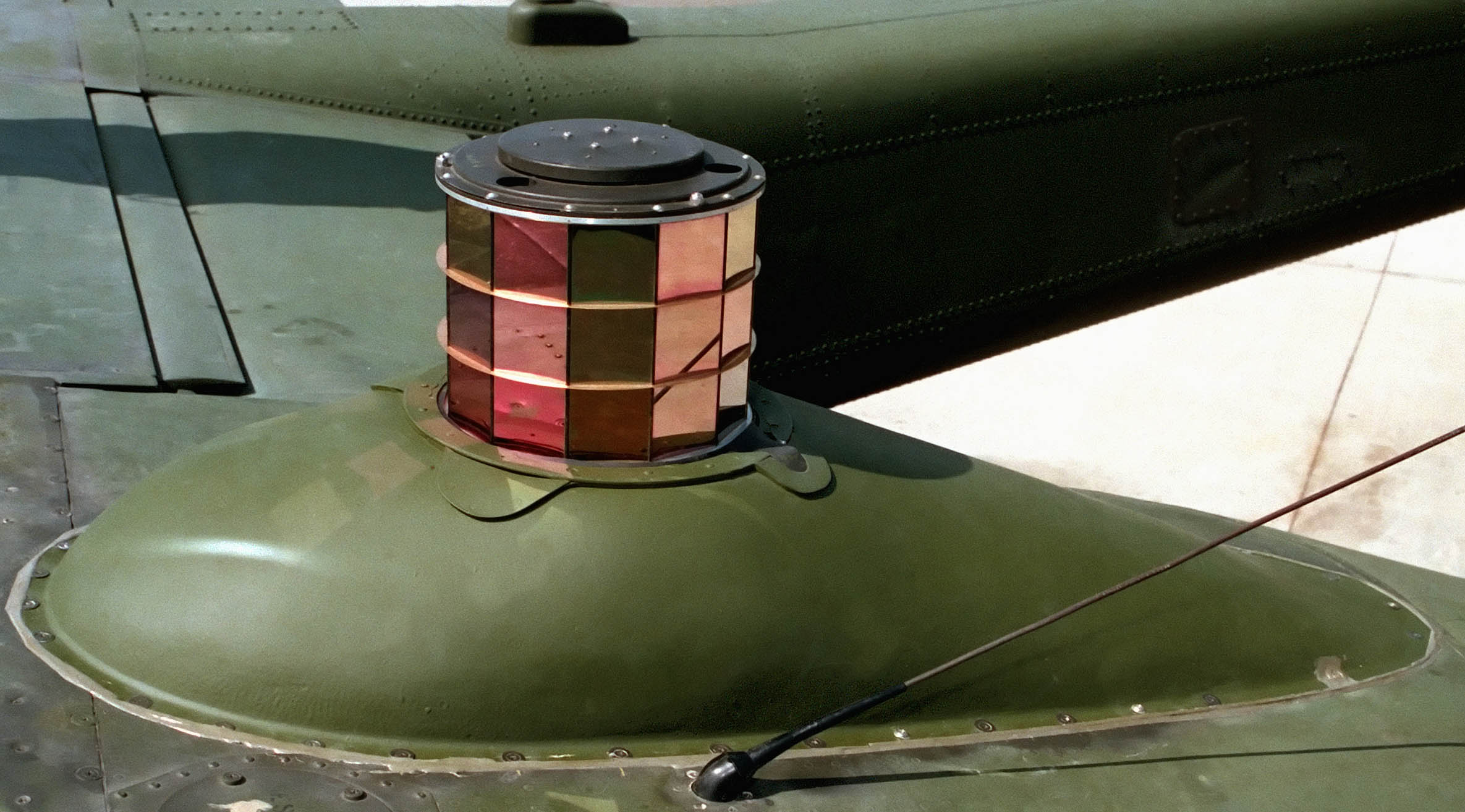
Un IRCM ALQ-144.

Los dispositivos de contramedidas de infrarrojos fueron desplegados por primera vez durante la Guerra de Vietnam, han sido mejorados a través de los años para ser más ligeros, más portátiles y más fiables, pero el principio básico de funcionamiento sigue siendo el mismo.